# Magic City (serie televisiva)
Magic City è una serie televisiva statunitense creata da Mitch Glazer per il network Starz.
La serie ha debuttato ufficialmente negli Stati Uniti il 6 aprile 2012, dopo un'anteprima del primo episodio avvenuta il 30 marzo. Ancora prima del messa in onda della prima stagione, il network ha rinnovato la serie per una seconda stagione composta da otto episodi. Il 5 agosto 2013 è stata annunciata la cancellazione della serie.
In Italia è stata trasmessa dal 10 aprile 2014 al 30 settembre 2015 su Sky Atlantic.

## Trama
Ambientata nella Miami del 1959, la serie è incentrata sulle vicende dell'impresario Ike Evans, e della sua famiglia, proprietari di un lussuoso albergo chiamato Miramar Playa. Per finanziare il suo appariscente albergo, Evans è costretto a piegarsi al boss mafioso Ben Diamond, che può garantire il successo del suo stabilimento. Mentre il suo mondo rischia di crollare da un momento all'altro, Evans lotta per difendere il suo albergo e la sua famiglia, composta dalla moglie, l'ex showgirl Vera, e dai tre figli, sullo sfondo di una turbolenta Miami.

## Episodi
| Stagione         | Episodi | Prima TV USA | Prima TV Italia |
| ---------------- | ------- | ------------ | --------------- |
| Prima stagione   | 8       | 2012         | 2014            |
| Seconda stagione | 8       | 2013         | 2015            |

## Personaggi e interpreti

### Personaggi principali
- Isaac "Ike" Evans (stagione 1-2), interpretato da Jeffrey Dean Morgan, doppiato da Marco Mete.
- Vera Evans (stagione 1-2), interpretata da Olga Kurylenko, doppiata da Eleonora De Angelis.
- Ben Diamond (stagione 1-2), interpretato da Danny Huston, doppiato da Angelo Nicotra.
- Steven "Stevie" Evans (stagione 1-2), interpretato da Steven Strait, doppiato da Gabriele Sabatini.
- Daniel "Danny" Evans (stagione 1-2), interpretato da Christian Cooke, doppiato da Edoardo Stoppacciaro.
- Lily Diamond (stagione 1-2), interpretata da Jessica Marais, doppiata da Angela Brusa.
- Mercedes Lazaro (stagione 1-2), interpretata da Dominik García-Lorido, doppiata da Chiara Gioncardi.
- Judi Silver (stagione 1-2), interpretata da Elena Satine, doppiata da Paola Majano.
- Sy Berman (stagione 2), interpretato da James Caan, doppiato da Rodolfo Bianchi.
- Carlos Ruiz (stagione 2), interpretato da Esai Morales.

### Personaggi ricorrenti
- Meg Bannock, interpretata da Kelly Lynch, doppiata da Anna Cesareni.
- Victor Lazaro, interpretato da Yul Vazquez.
- Arthur Evans, interpretato da Alex Rocco, doppiato da Bruno Alessandro.
- Lauren Evans, interpretata da Taylor Blackwell.
- Bel Jaffe, interpretato da Michael Rispoli.
- Jack Klein, interpretato da Matt Ross, doppiato da Gianni Bersanetti.
- "Dandy" Al Haas, interpretato da Bradford Tatum.
- Mike Strauss, interpretato da Leland Orser.
- Janice Michaels, interpretata da Willa Ford.
- Madame Renee, interpretata da Sherilyn Fenn.